# Marvin Gaye Recorded Live on Stage
Marvin Gaye Recorded Live on Stage prvi je uživo album američkog soul glazbenika Marvina Gayea, koji izlazi u rujnu 1963. godine, a objavljuje ga diskografska kuća 'Tamla (Motown)'.
U to vrijeme Gaye je prvi muški izvođač 'Motowna' po izdanim hitovima, a bolja od njega po prodaji albuma samo je američka R&B pjevačica, Mary Wells. Gaye se često žalio kako ima tremu dok je pjevao, međutim uspio je svladati strah i preuzeti kontrolu nad publikom, pogotovo tijekom izvedbe svojih uspješnica. Njegov sljedeći uživo album Marvin Gaye Live!, izlazi tek 1974. godine, kada je odlučio da se vrati na scenu s koje je izbivao tri godine žaleći za svojom duet partnericom Tammi Terrell, koja je umrla od tumora mozga.

## Popis pjesama
1. "Stubborn Kind of Fellow" (Gaye, George Gordy, William "Mickey" Stevenson)
2. "One of These Days" (Stevenson)
3. "Mo Jo Hanna"
4. "Days of Wine and Roses" (Mancini, Mercer)
5. "Pride and Joy" (Gaye, Stevenson, Norman Whitfield)
6. "Hitch Hike" (Gaye, Clarence Paul, Stevenson)
7. "Get My Hands On Some Lovin'" (Gaye, Stevenson)
8. "You Are My Sunshine" (Davis, Mitchell)

## Vanjske poveznice
- Allmusic.com[neaktivna poveznica] - On Stage Recorded Live - Marvin Gaye